# Christian David Friedrich Weischner
Christian David Friedrich Weischner (geb. in Weimar; gest. 11. Februar 1793 in Leipzig) war Hoffechtmeister in Gotha und Dresden, und seit 1790 Fechtmeister an der Universität Leipzig. 

## Leben
Weischner war Sohn des Hoffechtmeisters Siegmund Carl Friedrich Weischner in Weimar, bei dem er sein Handwerk erlernte. Auch hatte er Lektionen auf demselben Fechtboden genommen, auf dem sein Vater in die Lehre ging, dem der Kreußler in Jena, aber auch in Berlin und Dresden. Ob er bei seinem Vater auch Vorfechter gewesen war, ist nicht nachgewiesen oder bekannt, wohl aber zu vermuten. Zunächst war er in kurmainzischen Diensten gewesen und soll von 1758 bis 1780 in Gotha tätig gewesen sein. Im Jahre 1774 hatte Weischner Avancen auf die Stelle seines in diesem Jahr verstorbenen Vaters in Weimar, die aber dessen Vorfechter Christian Gottfried Heinicke aus Weimar bekam. Seit 1780 ist er in Dresden nachweisbar. Mit dem 26. April 1790 wurde er Fechtmeister an der Universität Leipzig. Er hatte sich 1792 ein Attest von einer Reihe von Adligen ausstellen lassen, dass er nicht zu hohe Gelder abverlange. Dieser Vorwurf wurde ihm in Leipzig jedenfalls gemacht von seinem Vorfechter Carl Gottlieb Köhler. Köhler wurde Weischners Nachfolger als Fechtmeister in Leipzig. Die Akten im Universitätsarchiv Leipzig (UAL) offenbaren auch möglicherweise den Grund, weshalb der sächsische Landesherr in Dresden so darauf aus war, ihn nach Leipzig zu versetzen. Weischners Nachlass ist nach Aktenlage ein einziger Schuldenberg gewesen. Auch die Pfändung einzelner Gegenstände ist in den Akten aufgeführt und dass die Witwe Weischner dieses Erbe ausgeschlagen hatte. Der ganze Prozess seiner Gläubiger gegen Weischner zog sich bis 1795 hin. Möglicherweise sah es an den vorherigen Stationen bei Weischner ähnlich aus. 
Literarische Neigungen wie beispielsweise bei seinem Vater zu erkennen  hatte Weischner allem Anschein nach wohl nicht. Zumindest ist nichts dergleichen überliefert.